# Llenguatge de descripció de maquinari
Un llenguatge de descripció de maquinari (HDL, de l'anglès Hardware Description Language) permet documentar les interconnexions i el comportament d'un circuit electrònic sense utilitzar diagrames esquemàtics.
El flux de disseny sol ser típic:
1. Definir la tasca o tasques que ha de fer el circuit.
2. Escriure el  programa usant un llenguatge HDL. També existeixen programes de captura d'esquemes que poden fer això, però no són útils per a dissenys complicats.
3. Comprovació de la sintaxi i simulació del programa.
4. Programació del dispositiu i comprovació del funcionament.

Un tret comú a aquests llenguatges sol ser la independència del maquinari i la modularitat o jerarquia, és a dir, un cop fet un disseny aquest pot ser usat dins d'un altre disseny més complicat i amb un altre dispositiu compatible.

## Llenguatges
- VHDL
- Verilog
- ABEL HDL
- Altres llenguatges HDL propietaris